# Urophora phalolepidis
Urophora phalolepidis är en tvåvingeart som beskrevs av Merz och White 1991. Urophora phalolepidis ingår i släktet Urophora och familjen borrflugor.
Artens utbredningsområde är Italien. Inga underarter finns listade i Catalogue of Life.